# Стрельниково (Томская область)
Стрельниково — село в Чаинском районе Томской области, Россия. Входит в состав Усть-Бакчарского сельского поселения.

## История
Основано в 1909 году. По данным на 1926 год посёлок Стрельникова состоял из 17 хозяйств, основное население — русские. В административном отношении входила в состав Варгатёрского сельсовета Чаинского района Томского округа Сибирского края.

## Население
| 1926 | 1931 | 1940 | 1956 | 1995 | 1996 | 1997 |
| ---- | ---- | ---- | ---- | ---- | ---- | ---- |
| 99   | ↗111 | ↗146 | ↗160 | ↘129 | ↗134 | →134 |
| 1998 | 1999 | 2002 | 2010 | 2012 | 2013 | 2014 |
| ↘132 | ↘130 | ↘121 | ↘85  | ↘82  | ↘79  | ↗82  |
| 2015 | 2021 |      |      |      |      |      |
| ↗85  | ↘56  |      |      |      |      |      |

Национальный состав
По данным на 1926 год  основное население — русские.
Согласно результатам переписи 2002 года, в национальной структуре населения русские составляли 91 %.